# Diadasia martialis
Diadasia martialis är en biart som beskrevs av Timberlake 1940. Diadasia martialis ingår i släktet Diadasia och familjen långtungebin. Inga underarter finns listade i Catalogue of Life.